# جیلیان زینسر
جیلیان زینسر (انگلیسی: Gillian Zinser؛ زادهٔ ۴ نوامبر ۱۹۸۵) بازیگر اهل ایالات متحده آمریکا است. وی دانش‌آموختۀ دانشگاه نیویورک در منهتن است و از سال ۲۰۰۹ میلادی تاکنون مشغول فعالیت بوده‌است.
از فیلم‌ها یا برنامه‌های تلویزیونی که وی در آن نقش داشته‌است، می‌توان به وحشی‌ها و ۹۰۲۱۰ اشاره کرد.